# 許世賢
許世賢（1908年4月1日—1983年6月30日），女，臺灣臺南市人，政治人物及西醫醫生，也是臺灣首位女性地方政治首長，有「嘉義媽祖婆」之稱，是嘉義政壇「許家班」的開山始祖。

## 生平

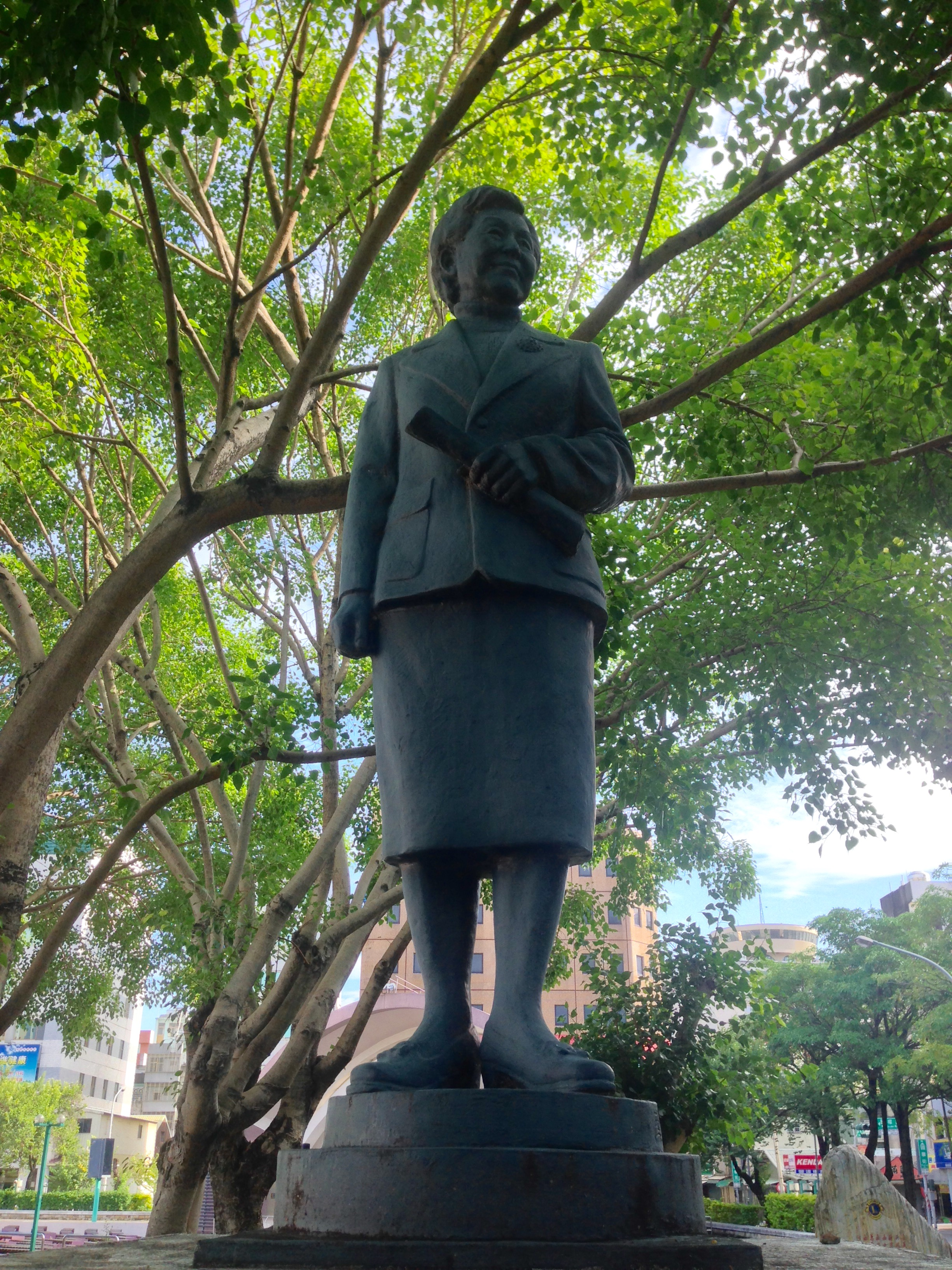
嘉義市中正公園許世賢銅像

許世賢於1908年4月1日在臺南廳（今台南市）出生，父親許煥章為清朝秀才。許世賢從臺南州立第二高等女學校（1945年與臺南州立第一高女合併為現今臺南女中）畢業後，前往日本東京女子醫專就讀；1930年於醫專畢業之後回到台灣，最早於臺南州立臺南病院服務，之後自行開設泰德醫院、世賢醫院執業。1933年與嘉義的張進通醫師結婚，不久夫婦都前往九州帝國大學醫學部深造，並且專攻婦產科，兩人並於1939年先後取得醫學博士學位，而被人稱為「鴛鴦博士」。許世賢因此成為臺灣第一位女博士、女醫學博士；她也是日本第三位女醫學博士。
1940年許世賢夫婦回台灣後，於嘉義市開設順天堂醫院。第二次世界大戰結束之後，許世賢出任嘉義女中校長，是臺灣最早的女校長之一，她創辦高中部，積極推動校務。1946年許世賢當選嘉義市參議員以及候補制憲國大代表。1947年二二八事件爆發，許世賢與女兒張博雅前往陽明山避難，之後回到嘉義。1954年許世賢當選臨時省議員、之後當選臺灣省議員長達十五年。許世賢起初以中國國民黨籍身份當選，惟當選後不久就因不願受黨團控制而主動退黨。許世賢也因犀利、強烈批判的問政風格，與李萬居、郭國基、郭雨新、吳三連、李源棧省議員有省議會「五龍一鳳」之美名。
許世賢長期居於黨外陣營，曾經於1960年參與雷震的中國民主黨創黨活動；許世賢曾經兩度挑戰嘉義縣長落選，1968年當選第6屆嘉義市長，成為全台第一位民選市長。1972年當選增額立法委員，1975年獲得連任。1982年3月許世賢以74歲高齡再度當選嘉義市長，同年7月1日嘉義市升格為省轄市，遂成為升格後首任市長。
許世賢拒絕貪污，推動中山路電路地下化、以及興建全台第一座的七彩噴水池等市政建設，其對嘉義市政的貢獻，被市民尊稱為「嘉義媽祖婆」。其女兒張文英、張博雅也先後出任嘉義市長，是臺灣首見的三人母女檔市長。1982年，許世賢以75歲高齡再度當選嘉義市長，1983年於任內逝世。

## 紀念
位於嘉義市西區頭港里的興天宮更奉祀著「許德娘媽」，其便是將許世賢神格化。
現今嘉義市西區外環道世賢路、世賢國小，及世賢圖書館，就是以她命名。

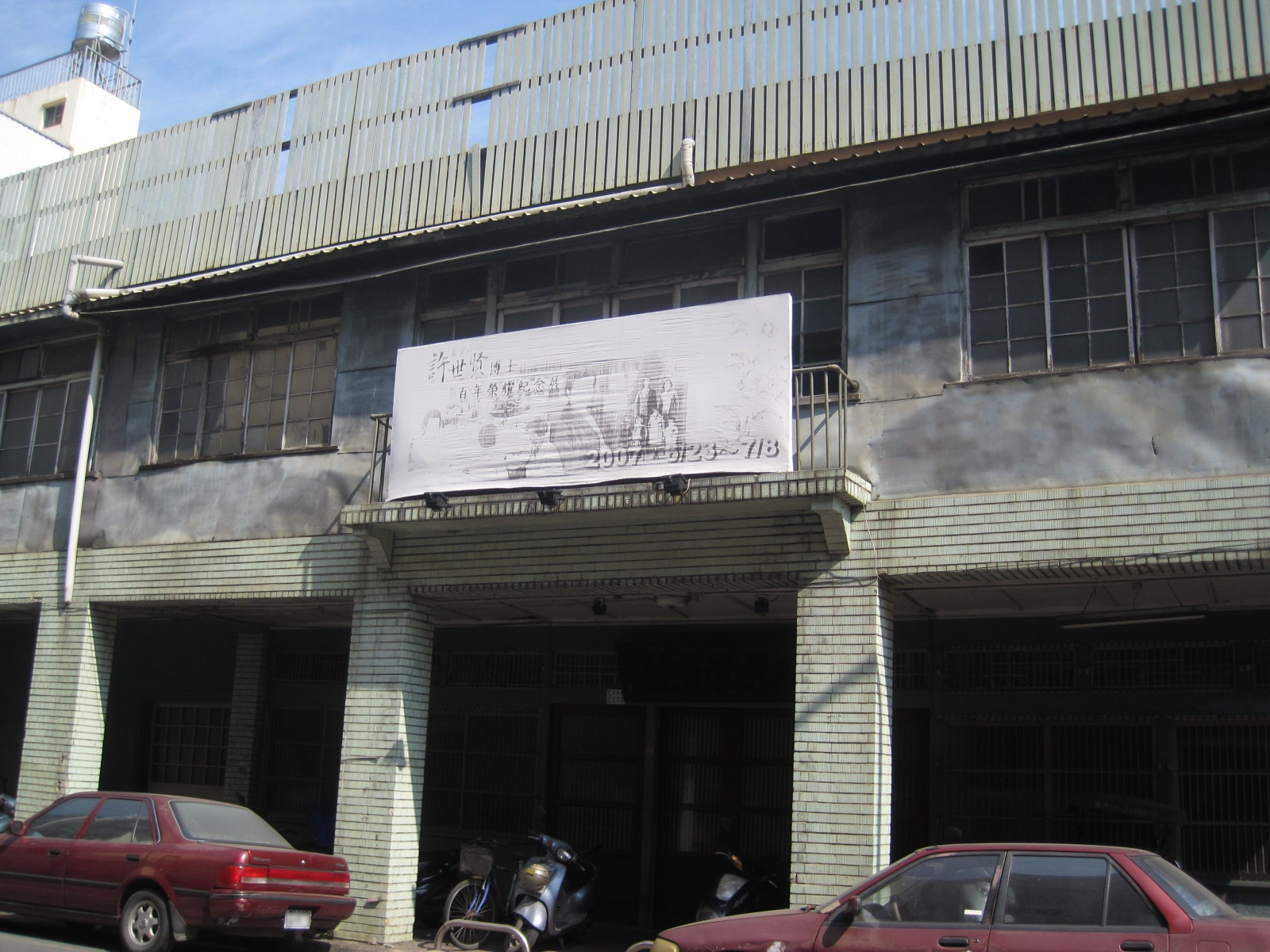
順天堂醫院
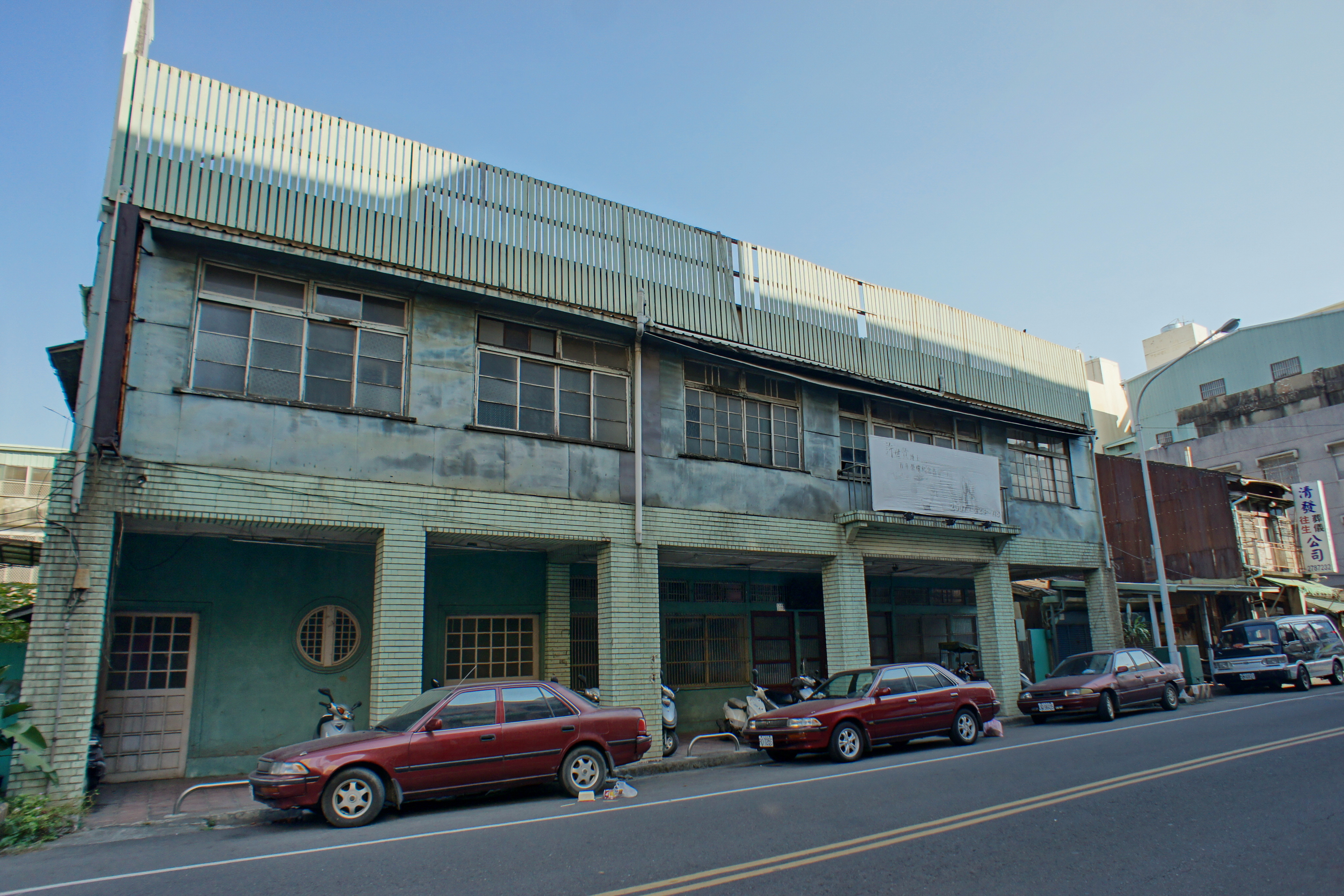
順天堂醫院
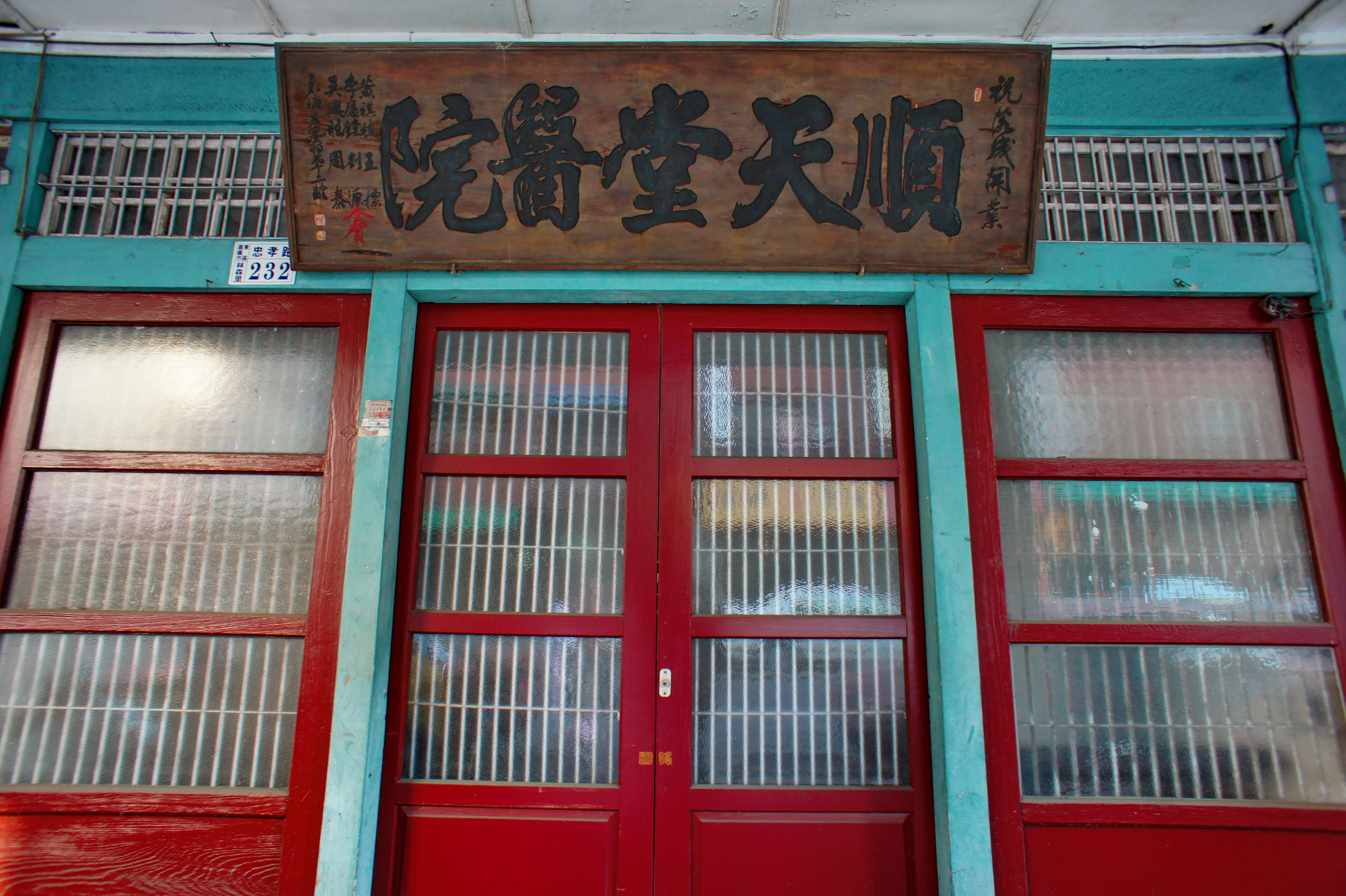
順天堂醫院正門